# Quinto Servílio Fidenato (tribuno consular em 382 a.C.)
Quinto Servílio Fidenato (em latim: Quintus Servilius Fidenas) foi um político da gente Servília nos primeiros anos da República Romana eleito tribuno consular por três vezes, em 382, 378 e 369 a.C..

## Primeiro tribunato consular (382 a.C.)
Em 382 a.C, foi eleito tribuno consular com Sérvio Cornélio Maluginense, Espúrio Papírio Crasso, Lúcio Emílio Mamercino, Lúcio Papírio Crasso e Caio Sulpício Camerino.
Lúcio e Espúrio Papírio comandaram as legiões romanas que derrotaram os habitantes de Velécia e o contingente prenestino aliado enquanto Lúcio Emílio e os demais tribunos receberam o comando das forças deixadas em Roma para a defesa da cidade.

## Segundo tribunato consular (378 a.C.)
Em 378 a.C., foi eleito tribuno consular pela segunda vez, com Licínio Menênio Lanato, Espúrio Fúrio Medulino, Marco Horácio Púlvilo, Públio Clélio Sículo e Lúcio Gegânio Macerino.
Enquanto, em Roma, patrícios e plebeus debatiam a questão de cidadãos romanos levados à escravidão por dívidas, os volscos iniciaram mais um raide em território romano.
Rapidamente foi organizada uma campanha militar e o exército foi dividido em dois: Espúrio Fúrio e Marco Horácio invadiram o território volsco ao longo da faixa costeira enquanto Quinto Servílio e Lúcio Gegânio lideraram o exército que expulsou os volscos do território romano. Porém, como os volscos se recusaram a dar-lhes combate, os romanos se limitaram ao saque do território volsco.

## Terceiro tribunato consular (369 a.C.)
Em 369 a.C., foi eleito tribuno pela última vez, com Aulo Cornélio Cosso, Quinto Quíncio Cincinato, Marco Cornélio Maluginense, Marco Fábio Ambusto e Caio Vetúrio Crasso Cicurino.
Os romanos tentaram mais uma vez cercar Velécia, mas, como no ano anterior, os adversários conseguiram resistir.
Enquanto isto, na capital, os tribunos da plebe Caio Licínio Calvo Estolão e Lúcio Sêxtio Laterano continuavam a levar adianta suas propostas de lei favoráveis à plebe e os patrícios começavam a perder o controle dos demais tribunos, que vinham conseguindo bloquear a iniciativa de Licínio e Sêstio.
| “ | E ninguém podia se sentir satisfeito com o fato de os plebeus serem aceitos em eleições consulares: nenhum deles poderia conseguir a nomeação até que se estabelecesse em lei que um dos dois cônsules pudesse ser plebeu. | ” |
|   | — Lívio, Ab Urbe Condita VI, 4, 37. |   |